# Ommatius tenellus
Ommatius tenellus är en tvåvingeart som beskrevs av Wulp 1899. Ommatius tenellus ingår i släktet Ommatius och familjen rovflugor. Inga underarter finns listade i Catalogue of Life.